# 森川潤一
森川 潤一（もりかわ じゅんいち、1983年7月16日 - ）は、岡山県岡山市出身のサッカー指導者。JFA公認A級指導者ライセンス所持。

## 来歴
幼稚園時代にサッカーを始め、小・中・高でプレー。英国へのサッカー留学も経験する。専門学校を卒業後、一般企業へ就職するも2008年、知人を通じて始めたファジアーノ岡山の小学生スクールの手伝いを通じて、翌年正式にファジアーノ岡山のスタッフとなり、トップチームのアシスタントコーチ兼マネージャーへ就任した。2011年より、ジュニアユースの監督を務める。

## 所属クラブ
- 淡水幼稚園 (福岡)
- 岡山市立富山小学校
- 岡山市立富山中学校
- 東福岡高等学校
- 福岡医健専門学校

## 指導歴
- 2009年 - ファジアーノ岡山FC
  - 2009年 - 2010年 トップチーム アシスタントコーチ兼マネージャー
  - 2011年 - 2012年 ジュニアユース 監督
  - 2013年 - 2015年 U-18 コーチ
  - 2016年 - 2017年 U-15 コーチ
  - 2018年  U-15 監督
  - 2019年 - 2021年 U-18 コーチ
    - 2019年 岡山少年国体男子 監督 (兼任)
    - 2021年 岡山少年国体男子 ヘッドコーチ (兼任)

  - 2022年 U-15 コーチ
    - 2022年 岡山少年国体男子 監督 (兼任)

  - 2023年 - 育成副部長/ヘッドオブタレントマネジメント